# Substack
Substack est une plateforme en ligne qui fournit une infrastructure de publication, de paiement, d'analyse et de conception pour prendre en charge des lettres d'information fonctionnant par abonnement.
La plateforme est disponible en ligne ou dans l'application mobile iOS et permet de créer, lire ou réagir à des lettres d'informations.